# (7049) Meibom
(7049) Meibom (1981 UV21) – planetoida z pasa głównego asteroid okrążająca Słońce w ciągu 3 lat i 131 dni w średniej odległości 2,24 j.a. Została odkryta 24 października 1981 roku w Palomar Observatory przez Schelte Busa. Nazwa planetoidy pochodzi od Andersa Meiboma (ur. 1970) pracującego w Narodowym Muzeum Historii Naturalnej w Paryżu a zajmującego się badaniami wczesnej historii Układu Słonecznego na podstawie badań meteorytów żelaznych i kamiennych.